# Franz Kolb (Politiker)

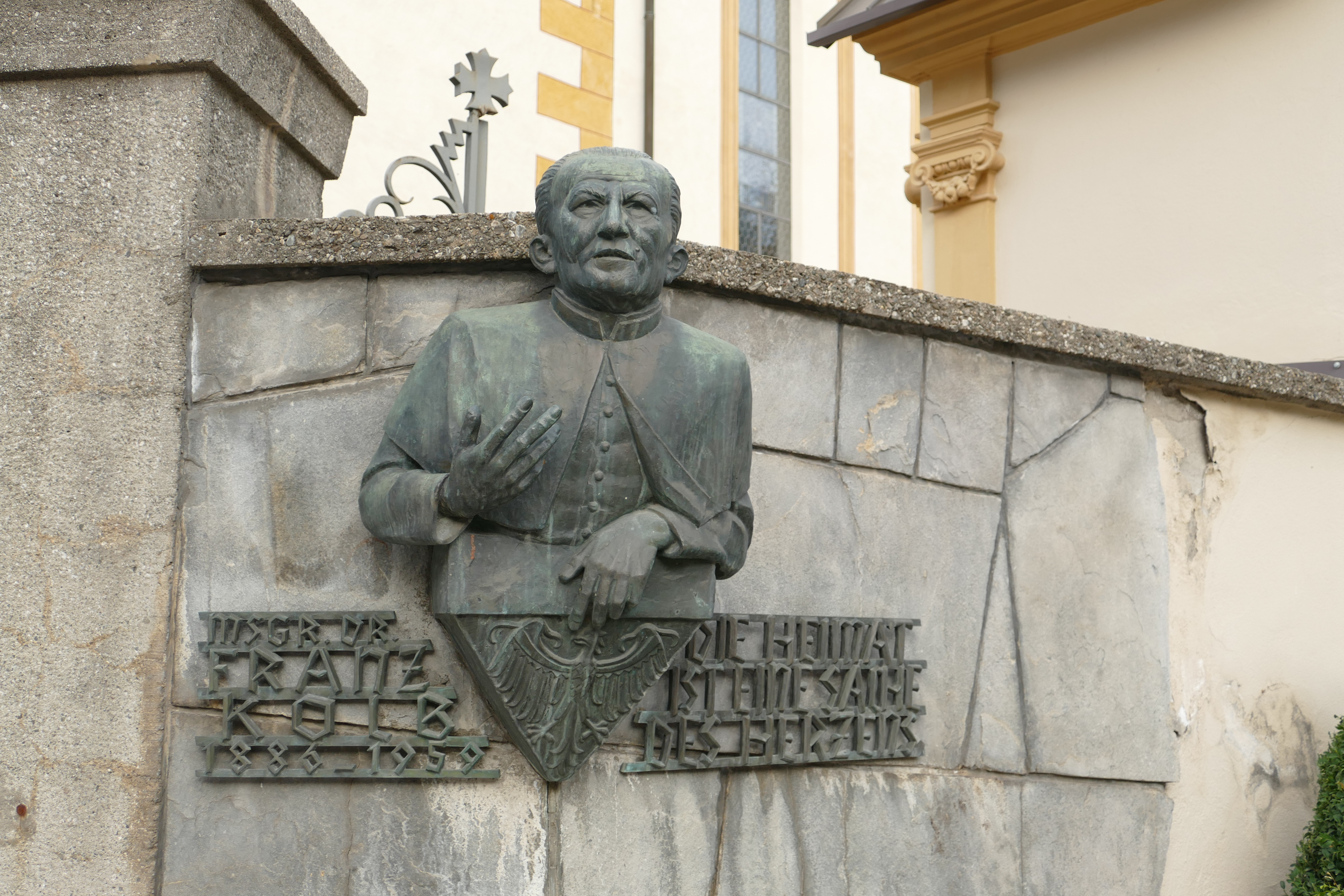
Denkmal für Franz Kolb am Eingang zum Friedhof in Pfons

Franz Kolb (* 12. Jänner 1886 in Navis, Tirol; † 4. September 1959 in Innsbruck) war ein österreichischer katholischer Geistlicher und Politiker (CSP, VF).

## Leben
Franz Kolb maturierte 1905 mit Auszeichnung am Gymnasium Vinzentinum in Brixen und studierte dann Theologie. 1909 wurde er zum Priester geweiht. 1913 begann er an der Universität Innsbruck ein Studium der Geschichte und Geographie und wurde aktives Mitglied der katholischen Studentenverbindung AKV Tirolia im ÖKV. Sein Studium beendete er 1921 – unterbrochen durch Kriegsdienst als Feldkurat – und war dann Professor am Gymnasium Brixen. Von den italienisch-faschistischen Behörden aus Italien wegen zu starker „tirolischer“ Gesinnung ausgewiesen, wurde er 1923 Religionslehrer in Innsbruck und 1936 Direktor der Lehrerbildungsanstalt in Innsbruck.
Nach dem „Anschluss Österreichs“ an Deutschland erhielt er wegen seiner offenen Ausführungen gegen den Nationalsozialismus  1939 und 1941 politische Freiheitsstrafen. Während des Krieges war Kolb von 1939 bis 1941 Professor für Kirchengeschichte am Priesterseminar in Volders und in der Seelsorge tätig.
Kolb veröffentlichte in Zeitschriften zahlreiche Artikel über die Tiroler Freiheitskämpfe und zu religiösen Fragen. Zum 30. Stiftungsfest seiner Verbindung Tirolia 1924 gab er eine Festschrift heraus.

## Politik
Kolb war von 1927 bis 1934 Abgeordneter zum Nationalrat (III. und IV. Gesetzgebungsperiode) in Wien. Am 23. Februar 1928 hielt er vor dem Parlament eine weithin beachtete Rede, in der er auf das große Unrecht hinwies, das den Südtirolern durch das faschistische Italien widerfuhr. Josef Noldin, ebenfalls Mitglied der Tirolia, wurde in jenen Tagen in Italien wegen der Unterstützung der deutschen Sprache verurteilt und auf eine Insel verbannt.
Im autoritären Ständestaat war Kolb Mitglied des Bundeskulturrates.
Nach 1945 beteiligte sich Kolb am Wiederaufbau Österreichs und kämpfte für die deutsche Volksgruppe in Südtirol. Während der Vorbereitung und Gestaltung der Feiern zur 150-Jahr-Feier des Aufstands der Tiroler unter Andreas Hofer erlitt Kolb einen Herzinfarkt, den er nicht überlebte.

## Anerkennungen
Kolb, dem der Titel Monsignore verliehen war, erhielt weitere zahlreiche Ehrungen: Ehrenmitglied des Rings der Goldenen Tapferkeitsmedaillen (als einziger Priester), Ehrenbürger von Matrei am Brenner, Ehrenmitglied der Universität Innsbruck, Ehrenringträger des Landes Tirol.
1961 wurde eine von Hans Buchgschwenter geschaffene Bronzebüste Kolbs an der südlichen Friedhofsmauer der Matreier Pfarrkirche angebracht.